# Instituto de Política Nacional
El Instituto de Política Nacional (en inglés: National Policy Institute, NPI) es un think tank de derecha alternativa y nacionalismo blanco, con base en Arlington (Virginia, Estados Unidos).
Actúa como un grupo de lobby para los supremacistas blancos y la alt-right. Su presidente es Richard B. Spencer y su director ejecutivo (desde el 27 de julio de 2017) es Evan McLaren.

## Actividades
NPI fue fundada en 2005 por William Regnery II. Louis R. Andrews fue el presidente hasta 2010. Andrews dijo que había votado por Barack Obama en las elecciones presidenciales de 2008 porque "quiero ver destruido el Partido Republicano, para que pueda renacer como un partido que representa los intereses de los blancos, y no las élites corporativas atrincheradas". Cuando Andrews murió en 2011, fue reemplazado por Richard B. Spencer. Según George Hawley, profesor asistente de Ciencias Políticas en la Universidad de Alabama, NPI era un think tank "bastante oscuro y marginado" hasta que Spencer se convirtió en su presidente en 2011, momento en el que el sitio web de Spencer, AlternativeRight.com, se convirtió en una iniciativa de NPI.
El grupo estaba basado en Augusta, Georgia desde su fundación, pero en 2013 se había mudado a Montana. Spencer divide su tiempo entre Montana y Virginia; en 2016, el grupo tenía su base en Arlington, Virginia. A principios de 2017, el NPI había alquilado un espacio de oficinas en Alexandria, Virginia, donde mantiene su sede hoy. Los líderes de las ciudades en Arlington y Alexandria reconocieron el derecho de la NPI a operar, pero denunciaron las opiniones del grupo. La presencia del grupo en Alejandría ha provocado varias protestas.
En diciembre de 2013, NPI lanzó un sitio web, Radix Journal, que se describe a sí mismo como "una publicación periódica sobre cultura, raza, metapolítica, teoría crítica y sociedad". El NPI recibió una subvención del Pioneer Fund, una organización seudocientífica racista.
En 2016, Twitter suspendió las cuentas de NPI, su líder Richard Spencer y otros según sus términos de uso. La suspensión de Twitter no se basó en el contenido de las publicaciones de Spencer, sino en la regla de Twitter que prohíbe varias cuentas con usos superpuestos. La cuenta personal de Twitter de Spencer fue restablecida varias semanas después; la de NPIs permaneció suspendida.
Spencer fue el orador principal en una conferencia 2016 de NPI celebrada en Washington D. C., y celebró la elección de Donald Trump como "el primer paso hacia la política de identidad en los Estados Unidos"; y "la victoria de la voluntad" (una referencia a una película de propaganda nazi). Spencer "criticó duramente a los judíos y, con una sonrisa, citó la propaganda nazi en el alemán original". Spencer terminó su discurso gritando "¡Hail Trump! ¡Hail a nuestra gente! ¡Hail , victoria!" mientras los miembros de la audiencia respondieron poniéndose de pie y haciendo el saludo nazi.  El Museo del Holocausto de los Estados Unidos emitió una declaración condenando la "retórica odiosa" de la conferencia.

## Recaudación de fondos
Según la Associated Press, NPI "recaudó $ 442,482 en contribuciones deducibles de impuestos desde 2007 hasta 2012".
El estado de exentos de impuestos del NPI fue revocado en 2017 por el Servicio de Rentas Internas por no presentar declaraciones de impuestos. El grupo no había presentado un Formulario 990, el documento que proporciona al público información financiera sobre una organización sin fines de lucro, desde 2013. En marzo de 2017, el Departamento de Agricultura y Servicios al Consumidor de Virginia (VDACS), que regula la operación de organizaciones benéficas en Virginia, eliminó la entrada del NPI de su base de datos pública de organizaciones sin fines de lucro y anunció que estaba revisando el estado del grupo. El NPI recaudó $ 50,000 a fines de 2016 y principios de 2017 de una campaña de recaudación de fondos en línea y solicitó que se envíen donaciones a su casilla postal en Arlington, Virginia, pero en febrero de 2017 VDACS catalogó al grupo como "no autorizado para solicitar en Virginia".

## Opiniones
El NPI ha sido descrito por el Southern Poverty Law Center (SPLC) como una organización de supremacía blanca. Marilyn Mayo, codirectora del Centro contra el Extremismo de la Liga Antidifamación, dijo que el grupo "básicamente fue fundado para ser una especie de think tank de supremacía blanca".
El NPI es considerado como parte de un grupo de organizaciones nacionalistas blancas que, de acuerdo con The New York Times, "tratan de adoptar un enfoque más intelectual, formulando argumentos nacionalistas blancos como comentarios académicos sobre la inferioridad negra, la amenaza de inmigración para los blancos y otras cuestiones raciales."